# Keisuke Tsuboi
Keisuke Tsuboi (坪井 慶介, Tsuboi Keisuke, 16. rujna 1979.) umirovljeni je japanski nogometaš.

## Klupska karijera
Seniorsku karijeru Tsuboi je započeo u klubu Urawa Red Diamonds. Za momčad je debitirao 3. ožujka 2002. u prvoj utakmici sezone protiv Yokohame F. Marinosa. Te sezone osvojio je nagradu za najboljeg mladog igrača lige. Prvi pogodak zabio je 17. svibnja 2003. u ligaškoj utakmici protiv Gambe Osake. Izabran je u najboljih 11 lige 2003. S Redsima je 2006. osvojio naslov, što je njihov prvi ligaški naslov. Iduće godine Redsi osvajaju svoj prvi naslov prvaka Azije osvojivši AFC Ligu prvaka 2007.
Godine 2015. Tsuboi prelazi u Shonan Bellmare. Na kraju 2016. nakon loše sezone klub ispada u drugu ligu.
Godine 2018. prelazi u klub iz J2 Lige, Renofa Yamaguchi u kojem je igrao dvije sezone.
Dana,1. veljače 2020. završava karijeru.

## Reprezentativna karijera
Za reprezentaciju Japana Tsuboi je debitirao 11. lipnja 2003. u prijateljskoj utakmici protiv Paragvaja na Saitama Stadionu.
Tsuboi je predstavljao Japan na Svjetskom prvenstvu u Njemačkoj 2006. gdje je nastupio u utakmicama protiv Australije i Brazila.
Bio je član reprezentacije na Azijskom nogometnom prvenstvu 2007., ali nije nastupio na turniru.
Od reprezentacije se umirovio 8. veljače 2008. Za Japan je do 2007. nastupio u 40 utakmica.

## Statistika
| Japan  | Japan | Japan |
| Godina | Nas.  | Gol.  |
| ------ | ----- | ----- |
| 2003.  | 11    | 0     |
| 2004.  | 10    | 0     |
| 2005.  | 7     | 0     |
| 2006.  | 11    | 0     |
| 2007.  | 1     | 0     |
| Ukupno | 40    | 0     |

## Vanjske poveznice
- National Football Teams
- Japan National Football Team Database